# Zygmunt Gebethner
Zygmunt Maksymilian Gebethner pseudonim Zygmuntowski, Kita (ur. 1 maja 1923 w Warszawie, zm. 7 listopada 2020) – polski działacz podziemia niepodległościowego w czasie II wojny światowej w ramach Armii Krajowej, uczestnik powstania warszawskiego, ostatni członek Kapituły Orderu Wojennego Virtuti Militari.

## Życiorys
Urodził się w rodzinie Jana i Heleny z d. Patschke. Był prawnukiem Gustawa Adolfa oraz synem Jana Stanisława Gebethnerów – znanych warszawskich księgarzy i wydawców. Jego bratem był prof. Stanisław Tytus Gebethner. Przed wojną uczęszczał do Gimnazjum im. Mikołaja Reja w Warszawie (obecnie XI Liceum Ogólnokształcące im. Mikołaja Reja w Warszawie). W czasie polskiej wojny obronnej września 1939, był gońcem Straży Obywatelskiej w Warszawie. W czasie okupacji niemieckiej działał w konspiracji niepodległościowej w ramach komórki informacyjnej Szarych Szeregów (od 1940). W czasie powstania warszawskiego brał udział w próbie zdobycia Domu Prasy w szeregach plutonu 1108 – 1 dywizjonu 7 pułku ułanów Lubelskich „Jeleń”, podczas której został ranny. Następnie brał udział w powstaniu w szeregach batalionu Golski. Odznaczony Krzyżem Srebrnym Orderu Virtuti Militari i Krzyżem Walecznych.
Po wojnie pracował jako wydawca i redaktor. Był ostatnim i w chwili zakończenia kadencji 22 czerwca 2016 jedynym członkiem Kapituły Orderu Wojennego Virtuti Militari.
Zmarł 7 listopada 2020.

## Odznaczenia
- Order Virtuti Militari (za ofiarną walkę podczas powstania)[9]
- Krzyż Oficerski Orderu Odrodzenia Polski[9]
- Złoty Krzyż Zasługi[9]
- Krzyż Partyzancki[9]
- Krzyż Walecznych[5]